# Molly Culver
Molly Culver, född 18 juli 1967 i Santa Clara County, Kalifornien, USA, är en amerikansk skådespelare och fotomodell. Hon är mest känd i rollen som "Tasha Dexter" i TV-serien VIP.

## Fotnoter
1. ↑  Internet Movie Database, IMDb-ID: nm0191742co0047972, läst: 14 juli 2016.[källa från Wikidata]
2. ↑  Česko-Slovenská filmová databáze, 2001, ČSFD person-ID: 169467.[källa från Wikidata]
3. ↑  Deutsche Synchronkartei, Deutsche Synchronkartei skådespelar-ID: 33293, läst: 4 april 2022.[källa från Wikidata]